# Don't Let Me Be the Last to Know

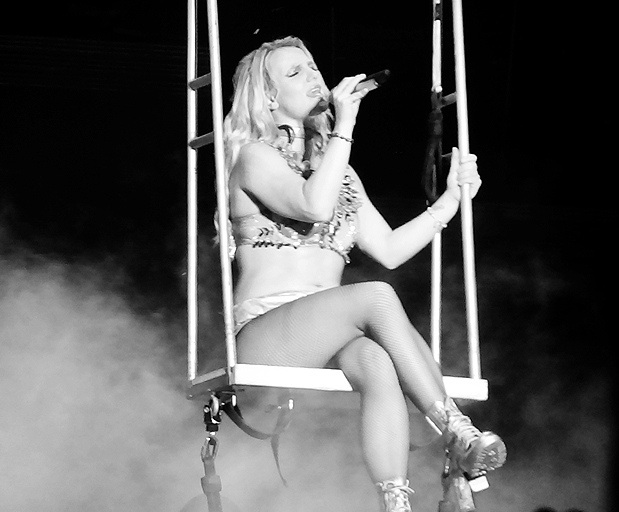
Don't Let Me Be the Last to Know를 부르는 브리트니 스피어스 (Femme Fatale Tour)

"Don't Let Me Be the Last to Know"는 미국의 가수 브리트니 스피어스의 노래이자 두 번째 정규 음반인 Oops!... I Did It Again의 네 번째 싱글이다. 2001년 1월 17일 발매되었다.